# میشائیل کونزل
میشائیل کونزل (آلمانی: Michael Konsel؛ زادهٔ ۶ مارس ۱۹۶۲) بازیکن فوتبال اهل اتریش بود.
از باشگاه‌هایی که در آن بازی کرده‌است می‌توان به باشگاه فوتبال ونتزیا، باشگاه فوتبال راپید وین، باشگاه فوتبال آ.اس. رم، و باشگاه فوتبال فرست وینا اشاره کرد.
وی همچنین در تیم ملی فوتبال اتریش بازی کرده‌است.